# David Silverman
David Silverman (Long Island, 15 de março de 1957) é um animador norte-americano mais conhecido por dirigir vários episódios da série Os Simpsons, assim como do The Simpsons Movie. Silverman esteve envolvido com a série desde o seu início, sendo que ele criou os pequenos desenhos animados  originais da série que foram ao ar no The Tracey Ullman Show.
Silverman nasceu em Long Island, Nova York, mas cresceu em Silver Spring, Maryland. Ele estudou na Universidade de Maryland por dois anos, com foco em artes. Em seguida, ele entrou na Universidade da Califórnia em Los Angeles e se formou em animação.